# Andrzej Zarzycki
Andrzej Zarzycki (ur. 1946) – polski koszykarz występujący na pozycji środkowego, reprezentant kraju.

## Osiągnięcia

### Drużynowe
- Awans do najwyższej kasy rozgrywkowej z ŁKS-em Łódź (1965, 1968, 1975)